# Padre ortodoxo

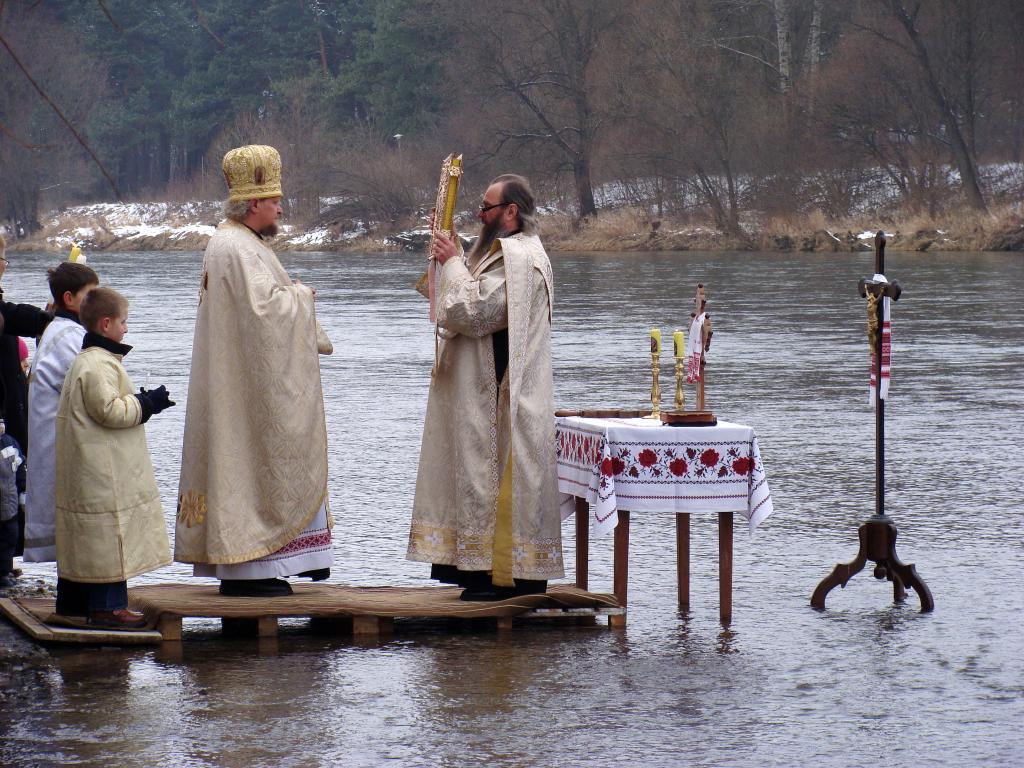
Liturgia da Teofania da Igreja Ortodoxa Ucraniana, no San, na fronteira entre a Polônia e a Ucrânia (o banco polonês fica em frente).

Um Padre ortodoxo, coloquialmente chamado de pope (papa), é um padre ordenado por uma das Igrejas da "comunhão ortodoxa" que compartilham a teologia e o direito canônico dos primeiros sete concílios, definindo o "cristianismo niceno". Ao contrário da prática da atual Igreja de Rito Latino, a Igreja Ortodoxa pode ordenar homens casados. Somente os monges são obrigados a ser celibatários e continentes. Pessoas solteiras não podem mais se casar após sua ordenação, mas podem se tornar hierarcas; Os bispos são escolhidos apenas entre monges. Além disso, um padre viúvo não pode se casar novamente.
Como os padres ortodoxos podiam ser casados, suas famílias muitas vezes transmitiam essa vocação de pai para filho, criando dinastias e também um meio intelectual específico. As mulheres não são ordenadas, mas a esposa de um padre ortodoxo é tida em alta conta e frequentemente é conselheira ou porta-voz de outras mulheres na comunidade.

## Statuse sacerdócio

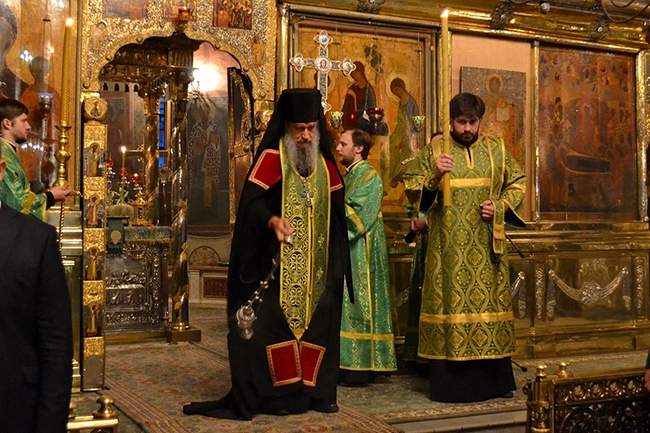
Liturgia russa na Catedral da Trindade em Serguiev Possad, perto de Moscou.

Os padres ortodoxos são agrupados de acordo com uma hierarquia: os patriarcas, arcebispos ou metropolitas estão à frente; depois vêm os bispos (do grego episkopos, isto é, supervisor, inspetor), os sacerdotes (do grego presbyteros, ancião), finalmente os diáconos (do grego diakonos, ajudante ou assistente). O sacramento da ordem tem três fases: o diaconato, o presbiterado e o episcopado. Somente os bispos são obrigados a ser celibatários. A hierarquia também inclui subdiáconos, leitores e cantores sem sacramento específico.